# Liste der Naturdenkmale in Lollschied
Die Liste der Naturdenkmale in Lollschied nennt die im Gemeindegebiet von Lollschied ausgewiesenen Naturdenkmale (Stand 20. Mai 2024).

## Naturdenkmale
| Nr.         | Bezeichnung | Lage                                    | Beschreibung                                                     | Bild                                    |
| ----------- | ----------- | --------------------------------------- | ---------------------------------------------------------------- | --------------------------------------- |
| ND-7141-420 | Stieleiche  | nordwestlich des Ortes am Friedhof Lage | Quercus robur, um 1600 gekeimt, 26 m hoch bei 1,99 m Durchmesser | Direkt Bild zu diesem Denkmal hochladen |